# François Xavier
Pour les articles homonymes, voir Saint François, Saint-François-Xavier et François Xavier (écrivain).

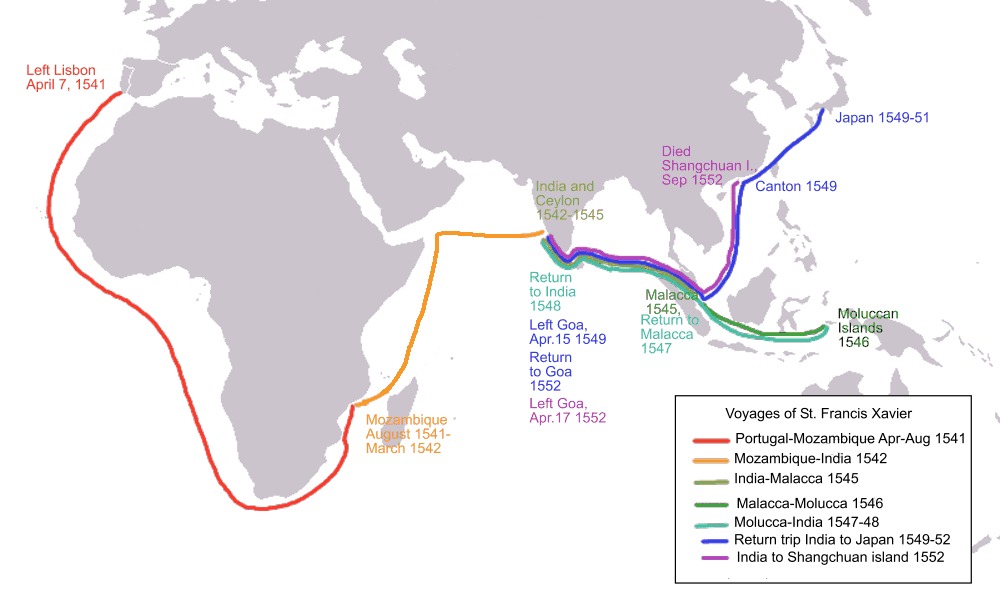
Les missions de François Xavier en Orient.

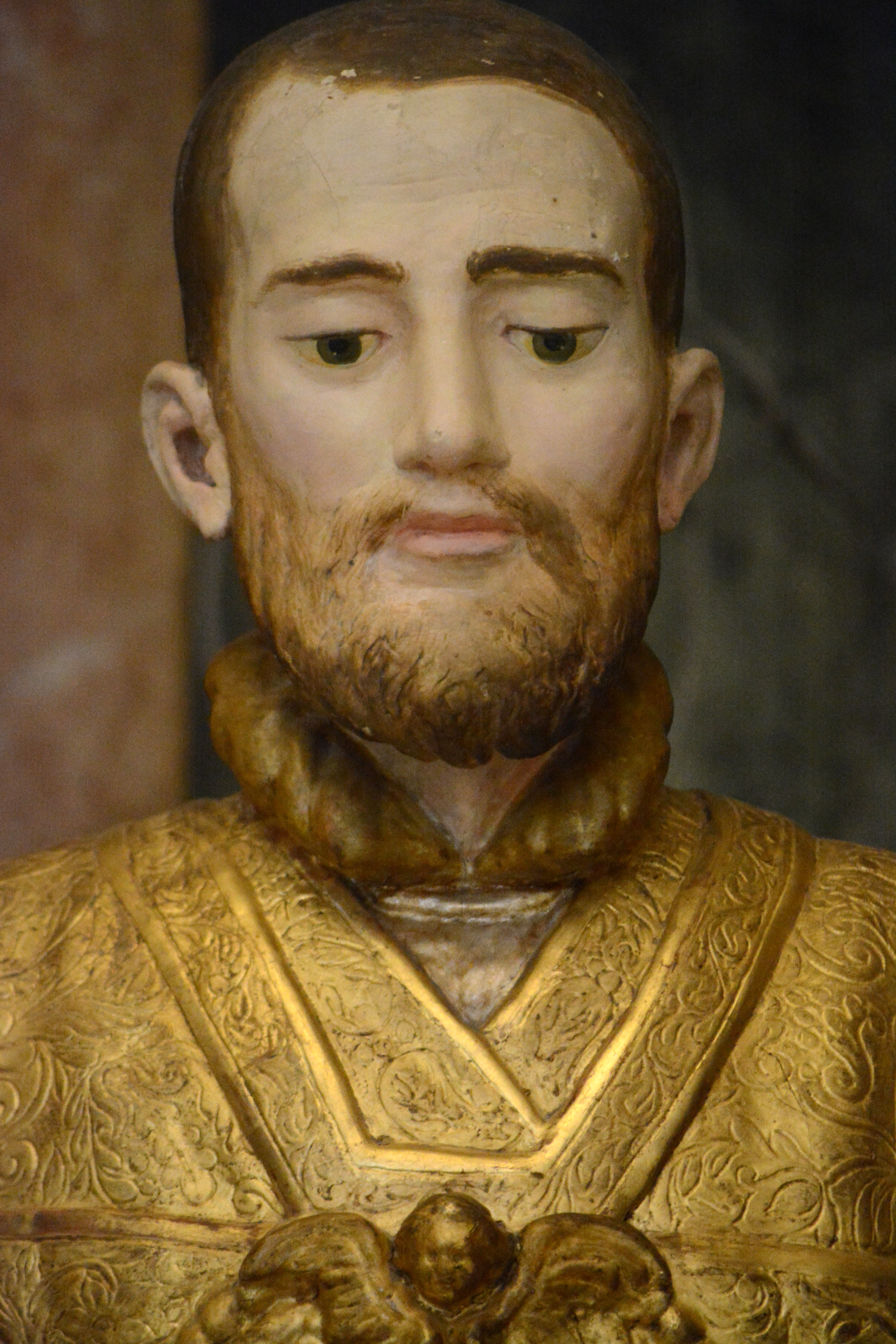
Buste-reliquaire de saint François Xavier, cathédrale Sainte-Réparate, Nice (Alpes-Maritimes, France).

Saint François Xavier (en espagnol Francisco Javier, en basque Frantzisko Xabierkoa), né Francisco de Jasso y Azpilicueta le 7 avril 1506 à Javier, près de Pampelune en Navarre, et mort le 3 décembre 1552 sur l'île de Shangchuan (ancien nom européen : Sancian), au large de Canton en Chine, est un missionnaire jésuite navarrais. Proche ami d'Ignace de Loyola, il est un des cofondateurs de la Compagnie de Jésus.
Ses succès missionnaires en Inde et en Extrême-Orient lui acquirent le titre d'« Apôtre des Indes » parcourant près de 80 000 km durant onze ans de présence en Asie. Béatifié en 1619, il est canonisé trois ans plus tard par Grégoire XV. Liturgiquement, il est commémoré le 3 décembre aussi bien par les catholiques que par les anglicans.

## Biographie

### Unhidalgonavarrais
Francisco de Jasso est membre d'une famille d'ancienne noblesse basque de Basse-Navarre,. Son père, Juan de Jasso, exerçait les fonctions de président du conseil du royaume de Navarre. Sa mère, María de Azpilicueta, issue d'une vieille famille de la vallée du Baztan, apporta en dot lors de son mariage le château de Xavier dont leurs enfants tiendront leur nom. Issu d'une famille bascophone, il grandira dans un environnement roman et plus tard désignera le basque comme “sa langue naturelle”.
Francisco est un jeune enfant lorsque la Castille envahit en 1512 la partie subpyrénéenne du royaume de Navarre. Son père et ses frères combattent contre les troupes castillanes sans pouvoir empêcher l'amputation de leur patrie.
Quelques années plus tard, alors que l'Europe est confrontée au protestantisme, François, ne se sentant pas attiré par la carrière des armes, choisit de devenir prêtre et de faire ses études en France.

### Étudiant en France
Il poursuit ses études de théologie à la Sorbonne, logeant au collège Sainte-Barbe avec Pierre Favre qui est de son âge. Aux deux jeunes gens est bientôt adjoint un co-chambriste de 15 ans leur aîné, Ignace de Loyola.
Se liant d'amitié avec eux et d'autres, il fait partie du groupe fondateur de la Compagnie de Jésus.
Il a vingt-huit ans, en 1534, lorsque, avec ses « amis dans le Seigneur », il monte à Montmartre pour y prononcer dans la chapelle Saint-Denis ses vœux de pauvreté et de chasteté (15 août 1534). Sous l'impulsion d'Ignace de Loyola, le groupe fonde la Compagnie de Jésus dont le but est d'agir partout « pour une plus grande gloire de Dieu » (Ad maiorem Dei gloriam).

### Prêtre en Italie
Francisco de Javier et ses compagnons sont ordonnés prêtres en 1537, à Venise. Le groupe part alors pour Rome où les nouveaux prêtres souhaitent offrir au pape leurs services. Le projet de fondation religieuse est approuvé par le pape en septembre 1540. L'originalité de ces prêtres est de prononcer un vœu spécial d'obéissance au pape.
Le roi Jean III de Portugal demande alors au pape Paul III des « prêtres réformés » pour évangéliser Goa et les Indes orientales nouvellement conquises. Celui qu'avait désigné Ignace de Loyola, Nicolas Bobadilla, étant tombé malade, François Xavier le remplace en dernière minute et quitte Rome pour Lisbonne. Nommé nonce apostolique, il a reçu du pape des pouvoirs très amples pour étendre et maintenir la foi dans tous les pays d'Orient.

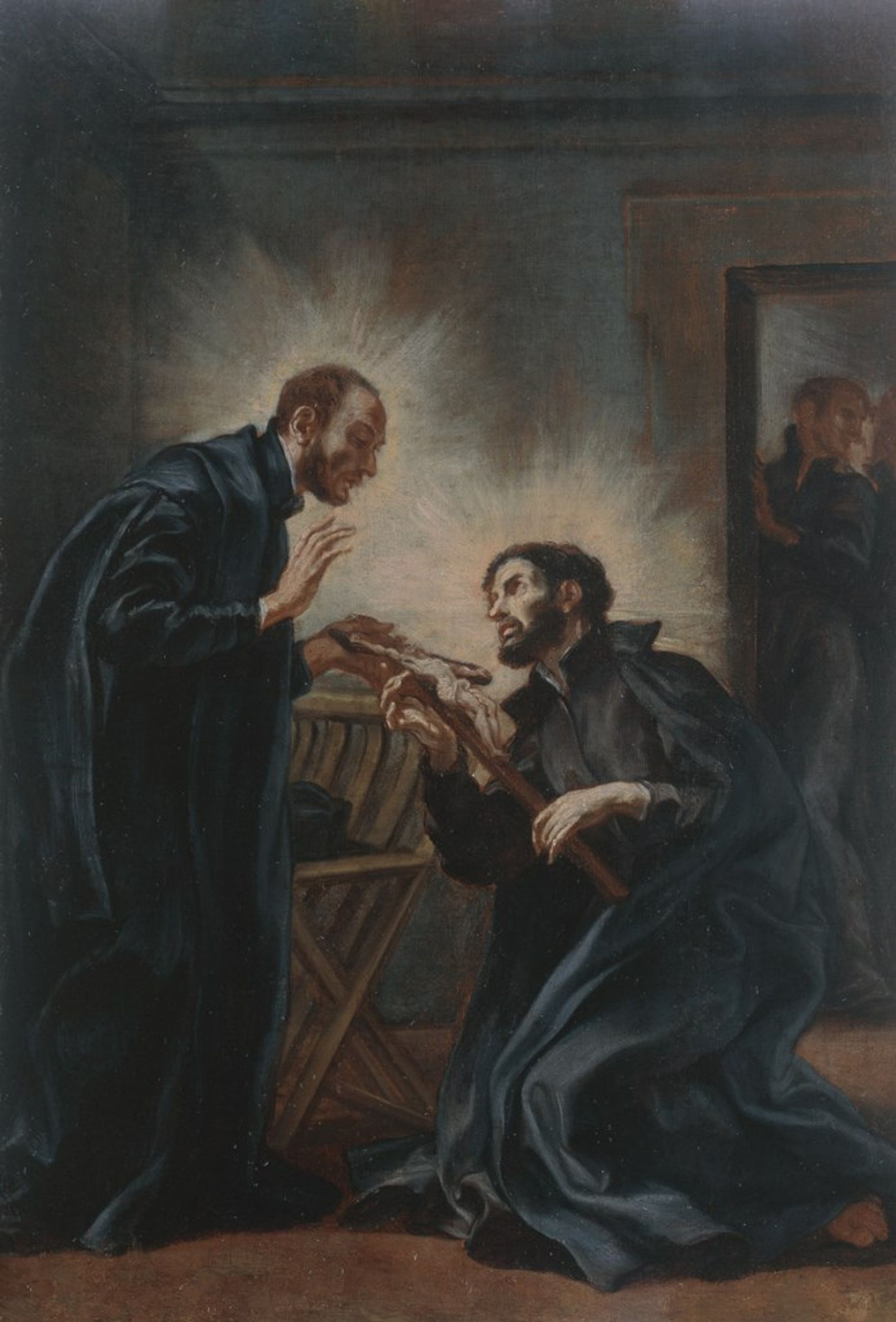
Saint Ignace de Loyola et saint François-Xavier, huile sur toile, Baciccio (attribué à), XVIIe, musée des Augustins, Toulouse

Ignace de Loyola et François-Xavier se sont rencontrés une dernière fois avant que le deuxième ne parte vers l’Extrême-Orient.

### Missionnaire en Extrême-Orient
Il prend le bateau en avril 1541 et débarque à Goa, alors comptoir commercial portugais sur la côte occidentale de l'Inde, le 6 mai 1542.
Sous son influence, quelques Portugais de Goa changent radicalement de vie. Ces conversions retentissantes commencent à le faire connaître. On lui confie une école en 1542. Il en fait le collège Saint-Paul, pour la formation chrétienne des nouveaux chrétiens. Saint-Paul est la première école dirigée par un jésuite.

### Nonce apostolique

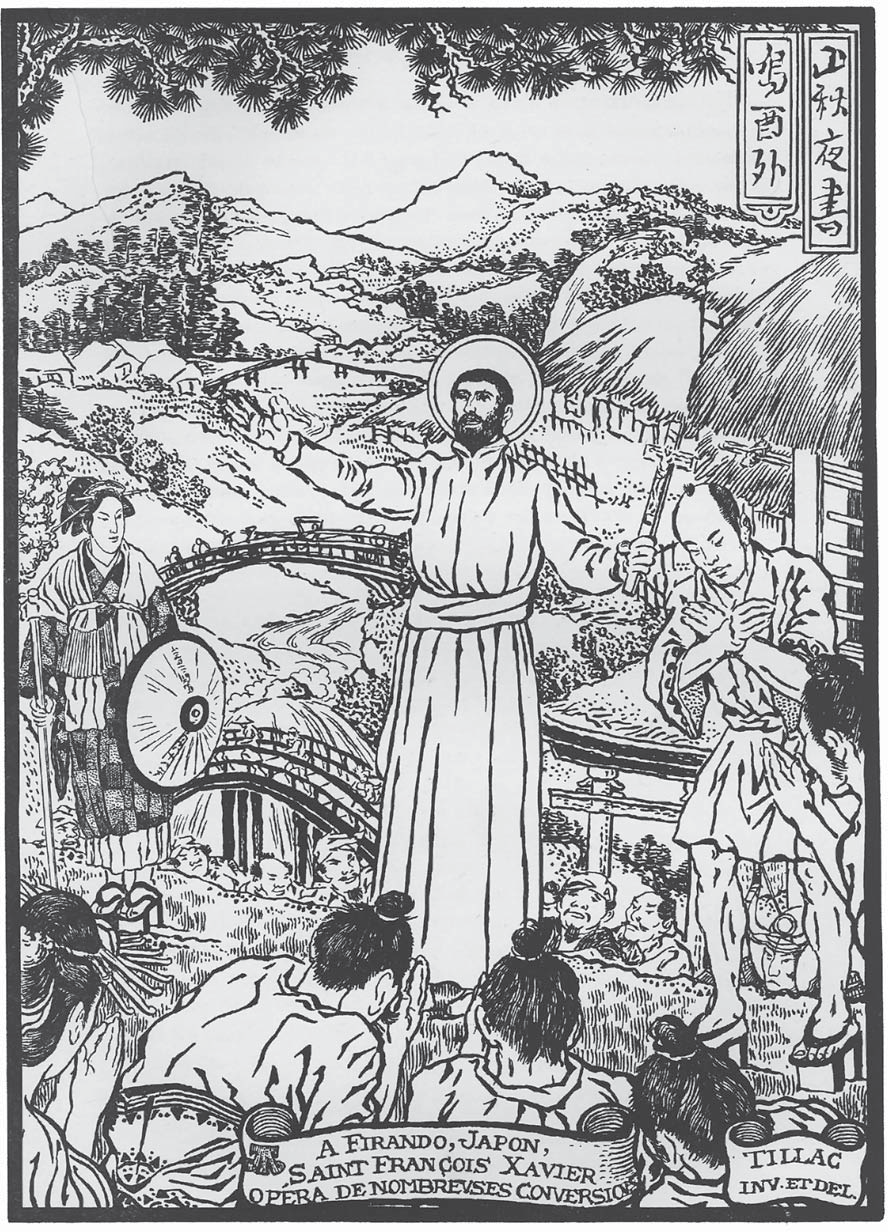
François Xavier, missionnaire jésuite au Japon.

Tenace et infatigable (et ayant le titre de Nonce apostolique), il visite la côte de l'Archipel des Comores (1543-1544). De décembre 1544 à août 1545, il voyage à Ceylan, Malacca, aux îles Moluques et de nouveau à Malacca (de septembre 1545 à décembre 1547). Aux Moluques, il jette les bases d'une mission à Ambon, Morotai et Ternate en 1546 et 1547. Revenant en Inde, il missionne le long de la côte des pêcheurs.
À Malacca, François Xavier avait rencontré des Japonais, dont Anjirō. Ce qu'il apprend du pays le pousse à se rendre au Japon dans le but d'y faire connaître le Christ. Le 15 août 1549, il débarque avec quelques compagnons à Kagoshima sur l'île de Kyushu. Ses Lettres du Japon sont enthousiastes quant aux perspectives missionnaires qu'offre le pays. Il y est bien reçu par les autorités mais a des difficultés avec les moines bouddhistes.
Il se rend en 1550 à Hirado, une petite île rattachée à celle de Kyushu, avec le père Cosme de Torres et un autre missionnaire, Juan Fernández (en). La mission à Kagoshima est confiée à Anjirō. Le prêtre décide de se rendre ensuite à Kyoto, à l'époque capitale du Japon, pour obtenir une audience avec l'empereur. Il laisse à son compagnon Cosme de Torres la charge de rester à Hirado. Il s'installe finalement à Yamaguchi. Il est alors autorisé à utiliser un temple bouddhique abandonné, où il prêche pendant plusieurs mois. Des documents historiques indiquent qu’il réussit à convertir plus de 500 Japonais en un semestre jusqu’en mars 1551. Une nouvelle visite à Hirado le mois suivant laisse à penser à la construction d’une nouvelle église. En dix-sept mois de présence au Japon, François Xavier estimait avoir fait près de douze mille conversions.
Ses contacts avec les autorités civiles et religieuses au Japon lui font comprendre l'importance de l'influence de la Chine dans le domaine philosophico-religieux. Progressivement, il est persuadé que, pour convertir l'Orient, il faut commencer par la Chine. En novembre 1551, il confie sa décision à ses compagnons jésuites et commence à préparer ce voyage.
Avant de s'y rendre, il rejoint l'Inde via Malacca, afin de récupérer sa correspondance dont il est privé depuis deux ans. Lors de ce voyage, une tempête l'oblige à s'arrêter sur une île près de Canton, en Chine, où il s'était déjà rendu. Arrivé à Malacca, il apprend que l'Inde a été nommée province jésuite indépendante du Portugal et qu'il en est désormais le provincial.

### Mort

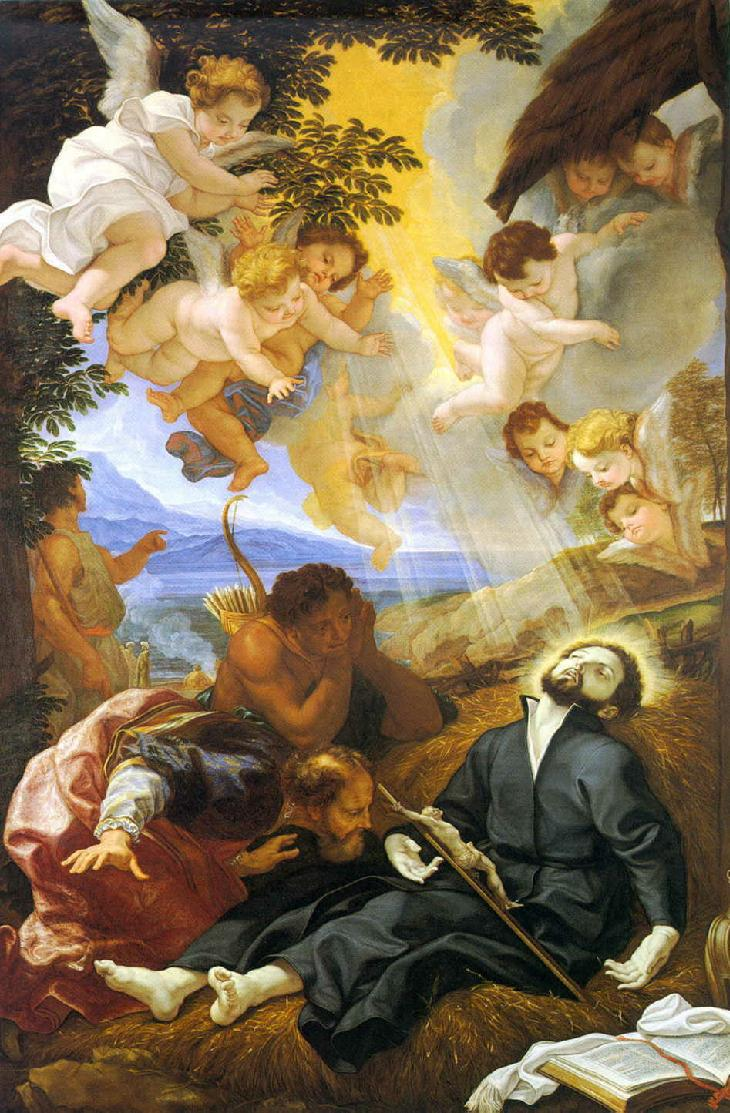
Mort de saint François Xavier sur l'île de Sancian (Shangchuan), Baciccio (XVIIe siècle).

De retour en Inde, après s'être occupé des missions, de différentes tâches d’organisation et avoir ravivé l'enthousiasme des différentes églises durant deux mois, il embarque pour la Chine en avril 1552 à bord du Santa Cruz avec Pereira. À Malacca, le responsable maritime s’oppose à eux, ne reconnaissant ni l’un en tant qu’ambassadeur, ni l’autre comme représentant ecclésial. Ayant oublié ses lettres testimoniales de Nonce apostolique à Goa, François Xavier se retrouve dans l’impasse et obligé de continuer son voyage avec pour seuls compagnons un étudiant jésuite, un Chinois et un domestique de Malabar.
Début septembre 1552, l’équipage arrive à l’île de Sancian, au large des côtes chinoises à une centaine de kilomètres au sud-ouest de Macao. L’accueil des quelques Portugais présents lui est favorable et on lui aménage une hutte et une petite chapelle. Par contre, il ne parvient pas à trouver un passeur pour lui faire rejoindre le continent. Deux le trompent et ses compagnons craignent de plus en plus les conditions et surtout le risque de prison et de torture infligées aux étrangers bravant l'interdiction d'accoster en Chine. Le 21 novembre, à l’issue d’une messe, François Xavier défaille, il est conduit sur le Santa Cruz, puis après une saignée est ramené sur l’île. Il y décède le 3 décembre 1552 à l'âge de 46 ans, et y est provisoirement enterré. Quand le Santa Cruz lève l'ancre, en février 1553, il emporte son corps pour Malacca. Apprenant la mort de son ami jésuite depuis Goa, Diogo Pereira y parvient pour prendre en charge sa dépouille qu'il rapatrie quelques mois plus tard en Inde. Fernão Mendes Pinto, un aventurier portugais, rapporte dans sa Pérégrination qu'il le fit à nouveau enterrer à Goa.

## Souvenir et vénération

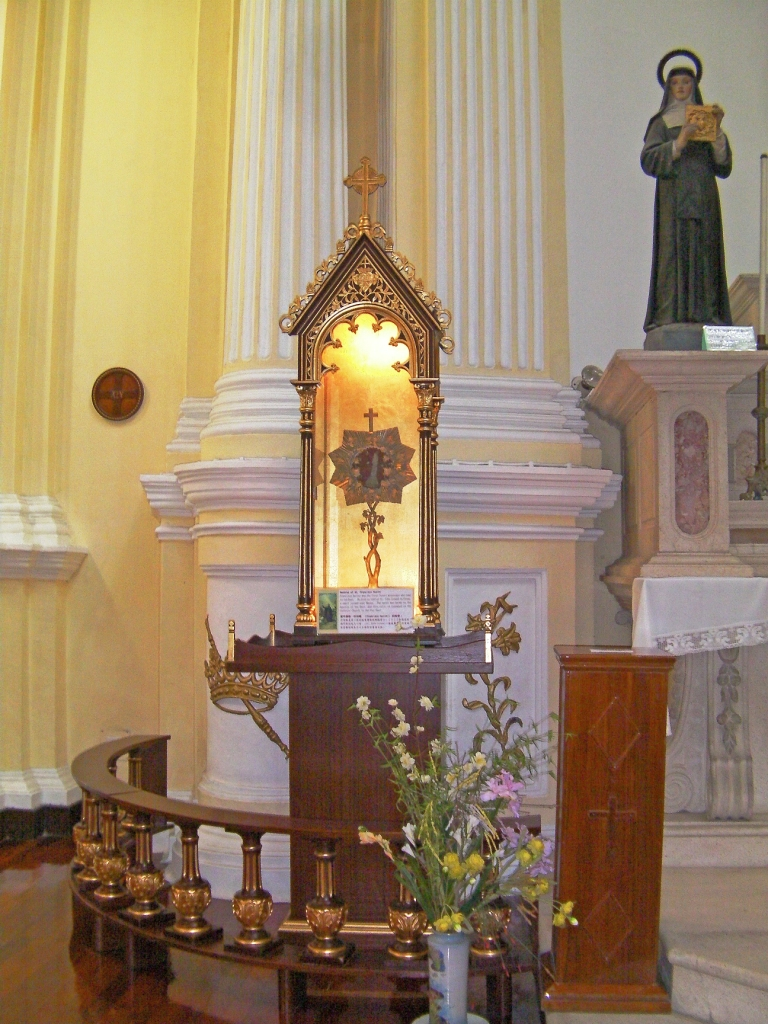
Reliquaire à l'église du séminaire Saint-Joseph à Macao.

- Son corps (sans les bras) repose depuis 1637 dans une châsse à la basilique du Bon-Jésus de Goa. Tous les 10 ans, il est exposé lors d'une procession[18].
- Depuis 1614, son bras droit se trouve dans un reliquaire dans l'église du Gesù, à Rome, église-mère de la Compagnie de Jésus.
- Son humérus gauche est quant à lui à l'église du séminaire Saint-Joseph (pt) à Macao.
- François Xavier est canonisé le 12 mars 1622, en même temps qu'Ignace de Loyola et Thérèse d'Avila, par le pape Grégoire XV. À la suite du décès de ce dernier, la bulle concernée est promulguée en 1623 par son successeur le pape Urbain VIII[19].
- Il est le saint patron de toutes les missions catholiques (par décision de Pie XI en 1927), de la Mongolie et du tourisme (depuis le 14 juin 1952).
- Il est aussi le saint patron des joueurs de pelote basque[20].
- Son secrétaire ayant noté qu'il prononça ses dernières paroles « en langue maternelle navarraise », c'est-à-dire en basque, sa fête (le 3 décembre) est aussi celle de l'euskara, la langue basque.
- Déjà au XVIIe siècle son nom était vénéré, Marc-Antoine Charpentier a composé un In honorem Sancti Xaverii canticum, (Cantique en l'honneur de Saint Xavier), catalogué H 355, pour chœur, soli, flûtes, cordes, et basse continue.
- Une église, puis une cathédrale Saint François Xavier existe depuis 1908 au centre de la ville de Kagoshima, Japon, au sud de la grande île méridionale de Kyushu, où François Xavier débarqua pour la première fois en août 1549. À la suite de destructions, elle a été reparée en 1949, puis reconstruite en 1999 avec une architecture moderne à l'occasion du 450e anniversaire de l'arrivée de François Xavier au Japon[21].

D'autres basilique ou cathédrale Saint-François-Xavier existent de par le monde.

## Dans l'église Saint-Sulpice
La chapelle Saint-François-Xavier de l'église Saint-Sulpice, à Paris, est décorée de plusieurs grandes toiles de Jacques-Émile Lafon illustrant des scènes (légendaires ou réelles) de la vie de saint François Xavier. Elles datent de 1859 :

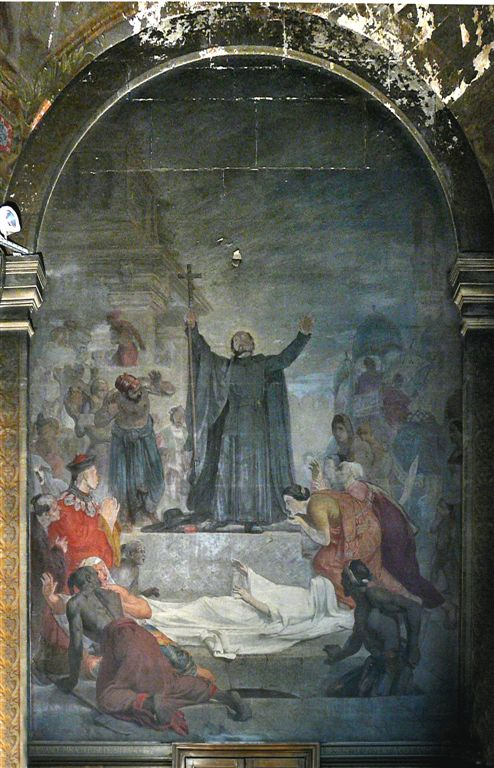
Puissance miraculeuse de saint François Xavier, il ressuscite un mort à Coulan (Grandes Indes), église Saint-Sulpice.
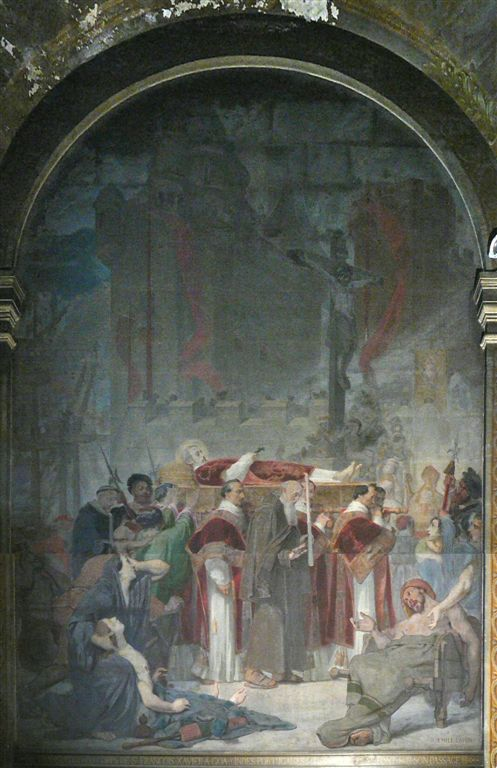
Transposition du corps de saint François Xavier à Goa (Indes portugaises), des miracles se font sur son passage, église Saint-Sulpice.
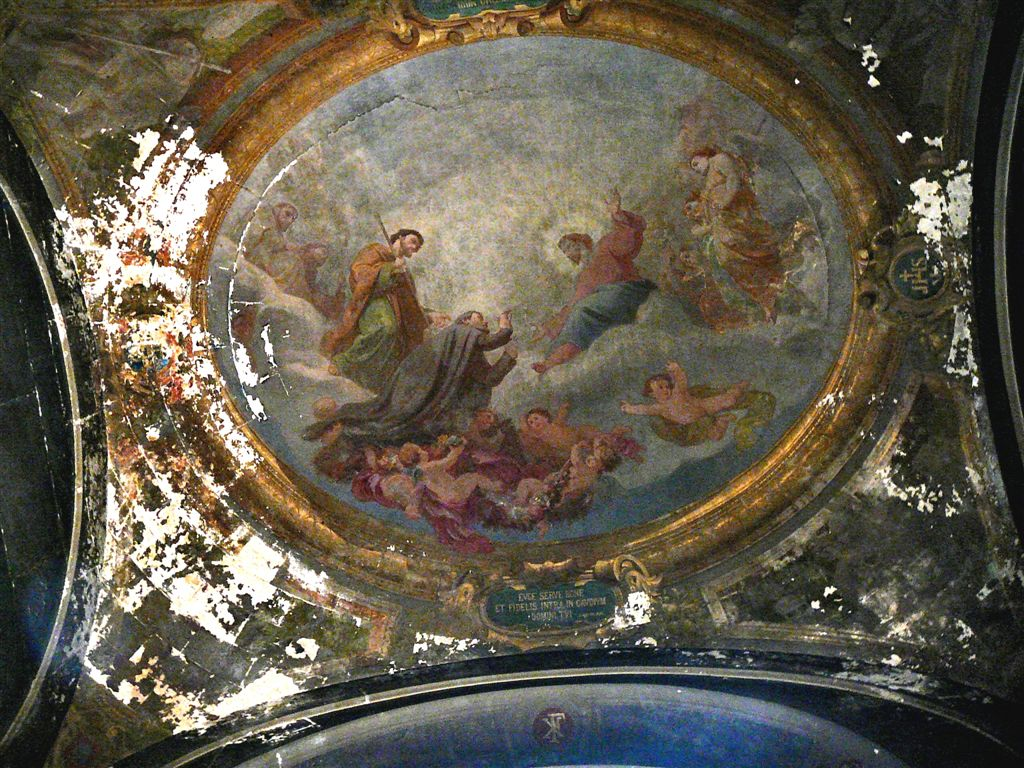
Plafond de la chapelle Saint-François Xavier, église Saint-Sulpice.

## Œuvres
- Tous les écrits de saint François Xavier sont rassemblés dans les Epistolæ S. Francisci Xaverii aliaque ejus scripta (Lettres de Saint François Xavier et ses autres écrits, publiés par George Schurhammer), 2 volumes des MHSI.
  - vol. I : 1535-1548, 476 p. (vol. 67 des MHSI)
  - vol. II : 1549-1552, 664 p. (vol. 68 des MHSI).